# WWF Wrestlemania (computerspel uit 1991)
WWF Wrestlemania is een computerspel dat werd ontwikkeld door Twilight en uitgegeven door Ocean Software. Het spel kwam in 1991 uit voor diverse homecomputers. Met het spel kan de speler worstelen. Hij kan kiezen uit de volgende karakters Hulk Hogan, The Ultimate Warrior of The British Bulldog en moet vijf tegenstanders verslaan om WWF Champion te worden. De tegenstanders zijn in volgorde Curt Hennig, The Warlord, Ted DiBiase, Jacques Rougeau Jr. en Sgt. Slaughter. Buiten de ring is een stoel dat gebruikt kan worden als wapen. Elke ronde heeft een tijdslimiet van vijf minuten.

## Platforms
| Jaar | Platform                                                |
| ---- | ------------------------------------------------------- |
| 1991 | Amiga, Amstrad CPC, Atari ST, Commodore 64, ZX Spectrum |
| 1992 | DOS                                                     |

## Ontvangst
| Beoordeeld door                | Platform     | Datum            | Score |
| ------------------------------ | ------------ | ---------------- | ----- |
| Your Sinclair                  | ZX Spectrum  | januari 1992     | 91%   |
| Computer and Video Games (CVG) | Amiga        | januari 1992     | 83%   |
| Datormagazin                   | Amiga        | 27 februari 1992 | 68%   |
| Amiga Joker                    | Amiga        | februari 1992    | 62%   |
| 64'er                          | Commodore 64 | april 1992       | 50%   |
| Power Play                     | DOS          | april 1992       | 28%   |
| Power Play                     | Amiga        | maart 1992       | 24%   |
| Power Play                     | Commodore 64 | maart 1992       | 22%   |